# Vittorio Trucchi
Vittorio Trucchi (Forlì, 1896 – Quotab 331.7, 27 giugno 1942) è stato un militare italiano, decorato di medaglia d'oro al valor militare alla memoria nel corso della seconda guerra mondiale.

## Biografia
Nacque a Forlì nel 1896, figlio di Scipione e Ottavia Cicognani. Arruolatosi nel Regio Esercito nel 1915, assegnato all'arma di fanteria, corpo dei bersaglieri, prese parte alla prima guerra mondiale dapprima come semplice soldato, e dopo aver frequentato il corso per allievi ufficiali, come sottotenente di complemento nel 9º Reggimento bersaglieri. Rimanendo ferito durante la battaglia dell'Ortigara, nel giugno 1917, e promosso tenente fu nominato aiutante maggiore di battaglione segnalandosi ancora, con questo incarico, nei Balcani nell'autunno dello stesso anno e venendo decorato di medaglia di bronzo al valor militare. Congedatosi nel 1920 fu assunto dall'Amministrazione del Ministero delle poste e telegrafi. Promosso capitano nel 1935, e lasciata la reggenza dell’ufficio postale di Forlì, fu richiamato in servizio attivo nel gennaio 1941, in piena seconda guerra mondiale, destinato al 6º Reggimento bersaglieri. Al comando della 1ª Compagnia del VI Battaglione, partecipò alle operazioni belliche durante l'invasione della Jugoslavia, e alle successive operazioni di controguerriglia venendo decorato con la croce di guerra al valor militare. Dal 22 gennaio 1942 fu trasferito sul fronte russo. Cadde in combattimento il 27 giugno 1942, e per onorarne il coraggio fu insignito della medaglia d'oro al valor militare alla memoria. Dopo la sua morte fu promosso postumo al grado di maggiore con anzianità 22 ottobre 1941. Una via di Forlì porta il suo nome.

### Fonti
1. 1 2 3 4 5 6 7 8 9  Combattenti Liberazione.
2. 1 2  Gruppo Medaglie d'Oro al Valor Militare 1965, p. 42.
3. ↑  Medaglie d'oro al valor militare sul sito della Presidenza della Repubblica